# 羅伊·拉蒙特
羅伊·拉蒙特（英語：Rory Lamont；1982年10月10日—）是一位已經退役的蘇格蘭橄欖球運動員。他是蘇格蘭國家橄欖球隊的一員，代表蘇格蘭參加了2011年世界盃橄欖球賽。